# Никольское муниципальное образование (Иркутская область)
Никольское сельское поселение — сельское поселение в составе Иркутского района Иркутской области.
Административный центр — село Никольск.

## Границы
Согласно закону «О статусе и границах муниципальных образований Иркутского района Иркутской области» 

«…За начальную точку границы муниципального образования принята точка по смежеству с Эхирит-Булагатским районом на расстоянии 0,7 км юго-восточнее г. Хойстый с отметкой 639,8 м. Граница проходит в восточном направлении по смежеству с Эхирит-Булагатским районом, пересекая дорогу «Иркутск - Оса», следует далее по смежеству до юго-восточного угла квартала 57 Межхозяйственного лесничества Иркутского лесхоза. Далее поворачивает на запад и проходит по северным границам кварталов 131, 130, 129 Оекского лесничества Иркутского лесхоза на расстоянии 3,2 км. Далее граница поворачивает в южном направлении от северо-западного угла квартала 129 и следует по западным границам кварталов 129, 132, 135, 139, 144, 146 на расстоянии 7 км. Далее граница проходит в юго-западном направлении до пересечения с дорогой «Иркутск - Оса» по северным границам кварталов 27, 26 на расстоянии 2,3 км. Далее граница проходит в северо-западном направлении по северо-восточным границам кварталов 36, 18, 14, 13, 12, 3, 2 на расстоянии 16,7 км. Далее на запад и юго-запад, оконтуривая квартал 1 до северо-восточного угла квартала 105 на расстоянии 2,7 км. Далее следует на запад по извилистой линии через кварталы 105, 104 на юго-восточный угол квартала 36 на расстоянии 3,5 км. Далее на запад по южному контуру квартала 36, 92 на расстоянии 3 км. Далее граница поворачивает на север и проходит по западным границам кварталов 92, 88, 83, 77, 76 и 150 на расстоянии 11 км. Далее из северо-западного угла квартала 150 поворачивает на восток и проходит по северным границам кварталов 150, 76, 77, 78, 79, 80 на расстоянии 6 км. Далее граница проходит преимущественно в восточном направлении по ломаной линии северных границ кварталов 15, 17, 18, 19, 28, 29, 20 до юго-восточного угла квартала 75 на расстоянии 13,7 км. Далее граница под острым углом поворачивает на север и проходит по восточным границам кварталов 75, 71, 56, 42, 30 на расстоянии 8,6 км в начальную точку.».

## Населенные пункты
В состав муниципального образования входят населенные пункты :
- Егоровщина
- Рязановщина
- Кыцигировка
- Никольск
- Баканай[3]